# HSV-2 Swift
HSV-2 Swift — не находящийся на данный момент в строю гибридный катамаран, арендованный Военно-морским флотом США как судно, созданное по передовым мировым представлениям о конструкции транспортных кораблей, располагающийся на базе ВМС США в Литл Крик, Вирджиния. HSV расшифровывается «High Speed Vessel» — «Высокоскоростной корабль». 
Летом 2015 года был арендован ОАЭ, в частности для нужд переброски войск страны в Йемен, для участия в антихуситской коалиции.

1 октября 2016 года корабль был уничтожен в Красном море противокорабельной ракетой C-802, выпущенной хуситами.

## Строительство и приобретение
Судно было построено австралийской судостроительной компанией Incat в Хобарте, Тасмания и сдано в аренду военно-морскому флоту США через совместное предприятие Bollinger/Incat в Локпорте, Луизиана. Это второй по счёту катамаран, который арендовали ВМС США для тестирования новых технологий и концепций, связанных с планом «Seapower 21» руководителя военно-морскими операциями. Стоимость контракта на первый год составила 21,7 миллионов долларов. Текущий договор аренды может быть завершён через четыре года 11 месяцев, если все необходимые программы будут выполнены.
Swift — четвёртый построенный Incat скоростной катамаран, выполненный по технологии волнореза для использования в военных целях, следующий за HMAS Jervis Bay, кораблем поддержки армии (TSV) 1X Spearhead и Joint Venture.

## Конструкция
HSV-2 Swift — это катамаран с алюминиевым корпусом, выполненный по технологии волнореза с военным оборудованием, таким как посадочная палуба для вертолёта, усиленная транспортная палуба, катер, средства запуска и посадки беспилотных летательных аппаратов и расширенные коммуникационные возможности. Судно имеет модульную конструкцию, что позволяет переоборудовать его для решения любых задач в кратчайшие сроки без длительного простоя на верфи. Система управления катамараном «Combatss» была впервые использована на борту экспериментального корабля Sea Shadow и позволяет удалённо управлять судном более чем за 5600 км от места дислокации. Пользовательский интерфейс Combatss построен для работы в браузере Mozilla.
Несмотря на то, что с носа судно выглядит как тримаран, центральный корпус между двумя поплавками не касается водной поверхности и не используется для повышения плавучести. Он нужен для уменьшения риска переворачивания судна через нос.

## Участие в операциях
Осенью 2003 года, при работе в составе Пятого Флота США , Swift выполнил самый быстрый в истории переход с севера Большого Барьерного рифа от Кэрнса до острова Буби, Австралия со средней скоростью более 39 узлов (72 км/ч). При сертификации лётной палубы команда Swift произвела взлёт вертолёта при скорости 43 узла (80 км/ч) в первом случае и 66 узлов (122 км/ч) во втором случае с учётом скорости ветра.
В начале 2004 года Swift вернулся с учений из Западной Африки, где отрабатывалась совместная работа США и западноафриканских стран.
Первый корабль этого класса, использовавшийся ВМС США, HSV-X1 Joint Venture, доказали свою незаменимость во время вторжения коалиционных сил в Ирак как передовая платформа для размещения команд Морского Антитеррористического Корпуса и спецназа ВМС США на мелководье Умм-Касра, Ирак. Командование флота надеется извлечь уроки из использования Swift и его предшественников, чтобы затем воспользоваться полученной информацией для создания нового класса судов прибрежной поддержки.
Не так давно[когда?]

, Swift должен был доставить материально-техническую помощь для ликвидации последствий цунами в северной Суматре. Swift доказал свои возможности и гибкость в различных ситуациях, предоставляя ВМС США новые возможности в морских перевозках. Экипаж Swift, базирующийся на базе ВМФ США в Литл Крик, готов приступить к выполнению нового приказа или к изменению существующего менее чем за одну неделю.
Два экипажа судна дислоцируются в Пёрл-Харборе, Золотой экипаж может сменить Голубой за 8 часов. После того, как Swift закрепился на базе, он стал первым вертолётоносцем, предоставляющим поддержку двум вертолётам и их экипажам в течение 30 календарных дней в плавании. Золотая команда Swift также впервые осуществил множество уникальных задач, включая 30-дневную поддержку на море вертолётного соединения и поддержка высокого темпа воздушных операций, а также подготовку двух дополнительных экипажей.
После завершения оказания гуманитарной помощи, Золотой экипаж провёл Swift через его первый проход по Суэцкому каналу. Золотой экипаж также несёт ответственность за другие первые миссии Swift, включая пересечение Атлантического океана впервые на этом типе судна, первый проход через Панамский канал и первое пересечение Тихого океана на этом катамаране. Swift также был первым судном ВМФ США, который был полноценно сертифицирован для электронной навигации, ликвидировав требовавшиеся в течение многих веков для судов полные комплекты навигационных карт. Swift используется для проверки экспериментального оборудования, и команда отчитывается об эффективности нового снаряжения.
В 2007 году, во время Второй ливанской войны, HSV-2 Swift использовался для транспортировки гуманитарных грузов из Кипра в Бейрут.
После возвращения на морскую базу в Мейпорте (Флорида) 25 апреля, Swift стал частью системы GFS (Global Fleet Station — Станция всемирного флота), включающей в себя более тысячи военного и гражданского персонала, нанёсших 12 визитов в семь стран, таких как Белиз, Доминиканская республика, Гватемала, Гондурас, Ямайка, Никарагуа и Панама. В этих странах персонал и борт Swift провели 39890 часов, обмениваясь опытом и экспертными знаниями в области партнёрства в операциях, использующих небольшие суда, безопасности портов и тактике маленьких подразделений.
1 октября 2016 года в сети появилось видео, на котором, хуситы в районе порта Моха в Красном море поразили HSV-2 Swift, арендованный правительством Объединённых Арабских Эмиратов, для участия в морской блокаде Йемена и перевозки войск, противокорабельной ракетой (возможно «Нур»). Позднее также появились снимки полностью сгоревшего катамарана.

## Галерея

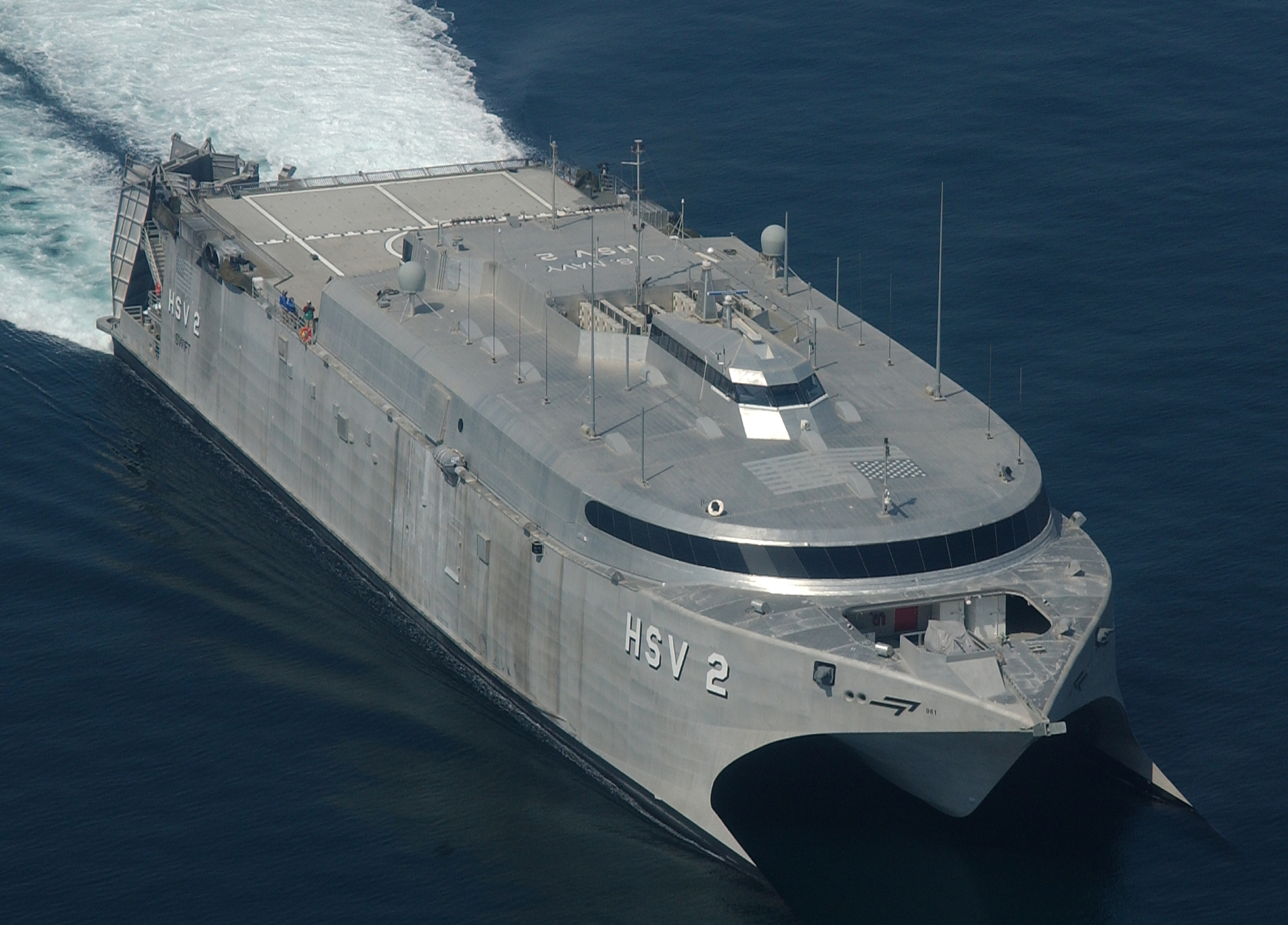
HSV-2 Swift
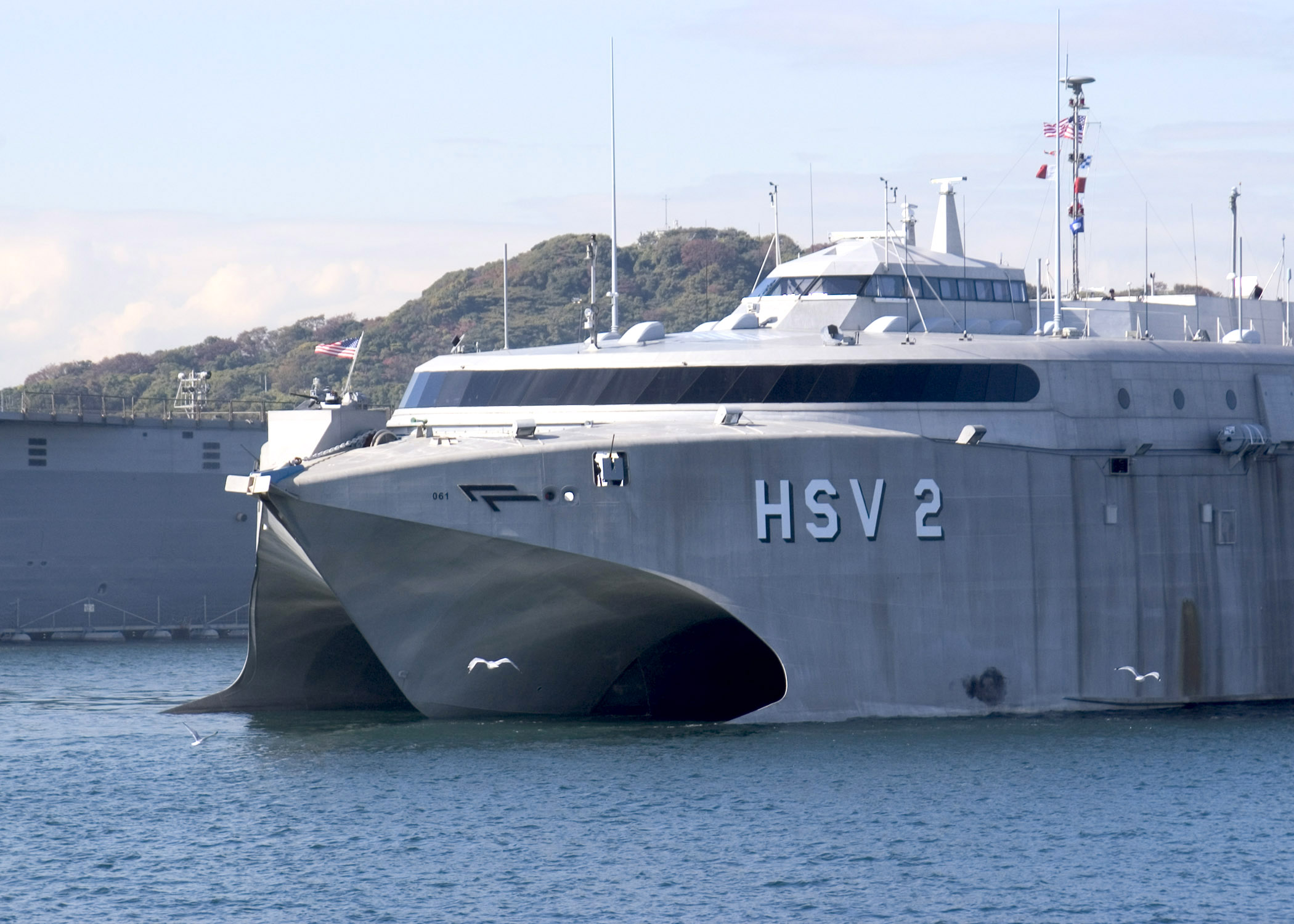